# Pany de roda

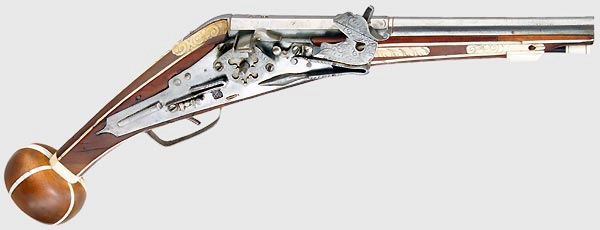
Pistola de roda fabricada a Augsburg, cap el 1580.

El pany de roda és un mecanisme a fricció emprat per disparar una arma de foc. Va ser el següent gran desenvolupament en tecnologia armera després del pany de metxa, sent l'origen de les armes que encenen la pólvora per sí soles. El mecanisme rep aquest nom perquè empra una roda d'acer per a generar espurnes que encenen unes pólvores fines que fan detonar la càrrega explossiva. Desenvolupat cap a l'any 1500, va ser emprat al costat del pany de metxa fins que va ser superat pel pany de Miquelet i el snaphance (dècada de 1560) i finalment pel pany de sílex (cap al 1600), encara que a vegades es va seguir utilitzant en ple s.XVII i s.XVII.

## Disseny

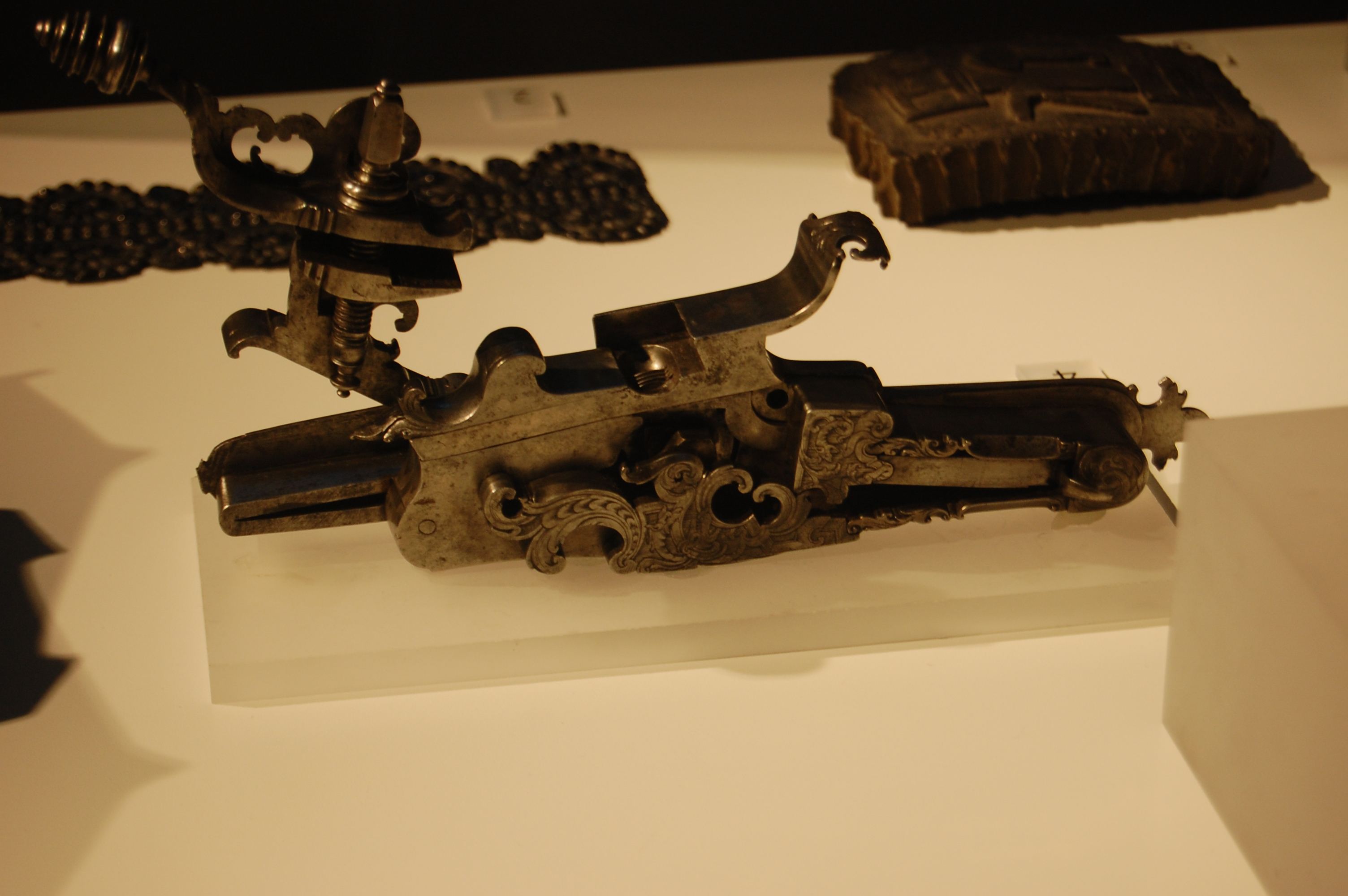
Pany de roda per a pistola (cap a 1730).

El pany de roda funciona fent girar una roda d'acer accionada per un ressort contra un tros de pirita acció que genera una pluja d'espurnes que encenen la pólvora de la cassoleta, la flamarada de la qual passa a través del fogó (oïda) inflamant la càrrega propulsora dins el canó de l'arma. La pirita està fixada entre dues maixelles a l'extrem d'un braç (o "ca"), tensat per un ressort, que es recolza la pirita sobre la tapa de la cassoleta. En prémer el disparador, la tapa de la cassoleta s'obre automàticament, la roda gira i la pirita és pressionada contra la roda..
Una analogia moderna del pany de roda és el mecanisme d'un "encenedor peladits" modern, en el que es fa girar una roda d'acer "dentada" contra la pedra per generar espurnes que encenen la benzina o el gas, de la mateixa manera que en el pany de roda es generen les espurnes que encenen la pólvora comprimida dins el canó d'una arma.
Una arma de roda pot preparar-se amb rapidesa per a ser emprada, inclús es pot disparar amb una sola mà. Al contrari de les primitives armes de metxa d'aquell temps, que havien de tenir una llarga metxa lenta encesa si s'havien de disparar, necessitaven tota l'atenció del tirador i ambdues mans per disparar-les. El pany de roda és difícil de construir, i aquest era l'inconvenient principal, ja que el situava a un nivell de cost bastant elevat.

### El ca o "gallet"
El ca o gallet és un braç pivotant accionat per un ressort situat a l'exterior del pany. Un material generador d'espurnes, usualment un petit tros de pirita és fixat i sostingut per dues maixelles a l'extrem del braç. Aquest ca té dues posicions on pot pivotar-se manualment: una posició "segura", on és empès cap a la boca del canó de l'arma, i una posició "operativa", on el ca és baixat cap al tirador perquè la pirita de les seves maixelles es pugui recolzar-se sobre la tapa de la cassoleta (vegeu sota) o mancant la tapa de la cassoleta sobre la vora d'una roda d'acer amb dents transversals al voltant de la seva circumferència. El sílex no és un material adequat com generador d'espurnes per al pany de roda, ja que és massa dur i desgastaria ràpidament les dents de la roda.

### La roda
La part exterior d'aquesta roda dentada, feta d'acer trempat, sobresurt a través d'una ranura tallada i ajustada a la seva mida a la base de la cassoleta. La roda està dentada en la seva circumferència amb tres o més estries en "V" amb corts transversals a intervals, que proveeixen una superfície de fricció per a la pirita de ferro. La roda està fixada a un eix, amb un dels seus extrems sobresortint de la planxa del mecanisme. L'extrem excel·lent d'és secció quadrada per poder inserir una clau i tensar el ressort de la roda (donar-li corda). L'altre extrem de l'eix encaixa en un forat de la planxa i té una lleva forjada. L'extrem d'una curta i robusta cadena (feta de tres o quatre baules paral·leles, com una cadena de bicicleta) està fixat a la lleva, mentre que l'altre extrem de la cadena està fixat en una escletxa al final del braç més llarg d'un gran i pesat ressort en "V", el qual és generalment fixat per un cargol i una rosca cega en ressaltis de la planxa del mecanisme.

### La cassoleta
Com en totes les armes de avantcàrrega (anteriors a la introducció de la càpsula fulminant), la cassoleta transmetia la flamarada a la càrrega propulsora dins del canó a través d'un petit forat (anomenat fogó o també oïda) que la comunica amb l'interior del canó. La cassoleta les armes de roda avançades, estava coberta amb una tapa lliscant que tenia dos objectius: el primer era evitar que "volés" la pólvora fina, oferint-li certa protecció contra la intempèrie (el segon està detallat en la secció operació). La tapa de la cassoleta podia obrir-se i tancar-se manualment, però a més a més estava unida a un braç dins del mecanisme, que era accionat per la lleva de l'eix de la roda.

### El disparador
El disparador acciona un braç d'un cadell en forma de "Z", que pivota entre dos pilars reblats o soldats dins del mecanisme. L'altre braç del cadell passa a través d'un forat fet a la planxa del mecanisme que encaixa dins un forat cec del costat interior de la roda, bloquejant-la i evitant que giri. Quan es prem el disparador, el cadell efectua un lleu gir antihorari (vist des de dalt) i el braç que frena la roda, retrocedeix, deixant-la girar lliurement.

### Preparació per disparar
Primerament, el ca és empès cap endavant i posat en posició "segura", després s'obre la cassoleta (si és que encara està tancada). Després de compactar la càrrega propulsora i la bala a través de la boca del canó (mitjançant la baqueta), el tirador introdueix la "clau" en la secció quadrada de l'eix de la roda i la fa girar fins que se sent un "clic" (gairebé mitja volta o tres quarts de volta), i queda la roda assegurada, retirant llavors "clau" de l'eix. El que passa és que quan es gira la roda, el ressort principal és tensa mitjançant la cadena, que s'enrotlla parcialment al voltant de l'eix. El "clic" és el so d'un dels braços del cadell en encaixar en el forat cec de la cara interna de la roda immobilitzant-la, tal com s'ha detallat més amunt.
La cassoleta s'omple amb pólvora fina i es cobreix la seva tapa. Finalment el ca s'arma cap enrere de forma que la pirita de les mordasses es recolzi sobre la tapa de la cassoleta, sota certa pressió del ressort a la base del seu braç.

### Operació

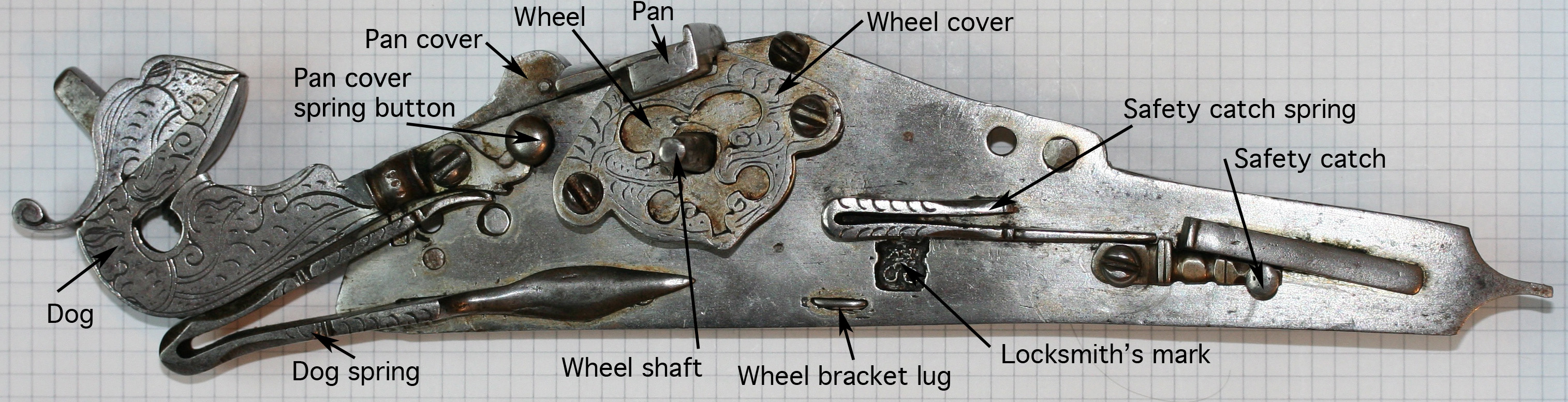
Exterior del pany de roda d'una pistola fabricada a Augsburg cap el 1580. La foto ha estat invertida per tal de facilitar la comparació amb l'interior del mecanisme en la imatge inferior.

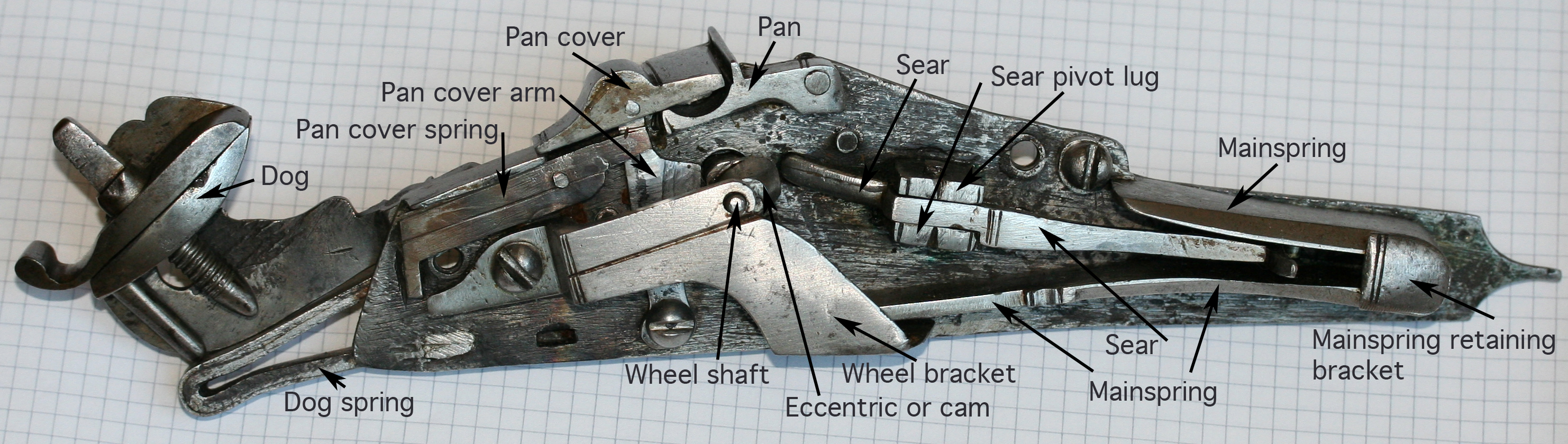
Interior del pany de roda d'una pistola fabricada a Augsburg cap a 1580. El mecanisme es mostra des-armat, amb el braç llarg del ressort principal descansant sobre la part inferior del suport de la roda. La cadena que es connecta a la lleva de l'eix de la roda es troba tapada pel suport d'aquesta. Tampoc estan a la vista el ressort del cadell (ocult darrere del braç d'aquest) i el cadell secundari (el seu extrem pot veure's a la dreta de l'extrem del braç del cadell principal). Observi's que la "punta" del cadell principal passa a través d'un forat de la planxa del mecanisme, on s'encaixa en el forat cec de la roda a l'altre costat.

En prémer el disparador (avui gallet) d'una arma de roda, el cadell efectua un lleuger gir tal com s'ha descrit més amunt. L'extrem del braç del cadell (que assegura la roda i evita que giri) és deixa anar i permet que la roda giri lliurement gràcies a la tensió del ressort principal. Hi ha un detall de vital importància: el "forat" en el costat de la roda, on s'encaixa el cadell, no té costats paral·lels. Si els tingués, caldria una gran força per prémer el disparador en estar la roda tensada pel ressort principal. La punta del braç del cadell tampoc és cilíndrica, ja que es produiria un efecte similar. En canvi, el "forat" és una depressió a la roda (com un petit cràter) i el braç del cadell té una punta arrodonida: la roda s'assegura per la força lateral en el seu eix per la força vertical del cadell.
Tan aviat com el cadell deixa anar la roda, el braç llarg del ressort principal estira la cadena que té connectada. En estar l'altre extrem de la cadena connectat a la lleva de l'eix de la roda, fa que aquest giri a gran velocitat mentre que la rotació de la lleva empeny cap endavant el braç connectat a la tapa de la cassoleta, fent que aquesta llisqui cap endavant i que la pirita caigui (sota la tensió del ressort del ca) sobre la roda que gira. Aquest és el segon propòsit de la tapa lliscant de la cassoleta: si la pirita es recolzés directament contra la roda estacionària, és gairebé segur que el mecanisme es bloquejaria. Però l'acció retardada permet que la pirita rellisqui des de la tapa de la cassoleta contra la roda que gira.
El ràpid gir de la roda contra la pirita produeix espurnes al blanc viu que encenen la pólvora fina dins la cassoleta, causant una flamarada que es transmet a la pólvora del canó a través del fogó causant l'explosió de la càrrega propulsora.
Es necessitava gairebé un minut per carregar, preparar i disparar una arma de roda. Diverses il·lustracions contemporànies d'una pistola de roda en acció mostren que era sostinguda en un angle de 90° abans de fer-ho horitzontalment: això era per assegurar que la pólvora fina de la cassoleta omplís bé el fogó, evitant una "guspira" o tret fallits (aquest no és el cas amb el pany de miquelet, on les espurnes cauen verticalment des de certa distància dins la cassoleta).

## Història
La invenció del pany de roda a Europa pot situar-se al voltant de l'any 1500. Hi ha un notori grup d'erudits que creuen que va ser inventat per Leonardo da Vinci Els dibuixos d'un pany de roda fets per Leonardo daten (segons les fonts) de mitjans la dècada de 1490 o bé de la primera dècada del segle xvi. No obstant això, un dibuix d'un llibre sobre invents alemanys (datat el 1505) i un esment sobre la compra d'una arma de roda a Àustria el 1507, semblen indicar que el seu inventor va ser un anònim mecànic alemany.
Entre 1517 i 1518 van ser proclamades per l'Emperador Maximilià I d'Habsburg les primeres lleis sobre control d'armes que prohibien les accionades per pany de roda, inicialment a Àustria i més tard a tot el Sacre Imperi Romanogermànic. Diversos estats italians van fer el mateix entre les dècades de 1520 i 1530 - un altre argument emprat pel bàndol pro-alemany.
Tal com Lisa Jardine narra en el seu report sobre l'assassinat de Guillem d'Orange dels Països Baixos el 1584, la petita grandària, facilitat de ocultació i recàrrega de la pistola de roda, en comparació amb els models anteriors, indica que va ser emprada per eliminar figures públiques tals com Francesc de Guisa i el propi Guillem. A part, Jardine argumenta que la bala perduda d'una pistola de roda podria haver provocat l'inici de la Massacre del dia de Sant Bartomeu el 1572.
Les armes de roda mai van ser produïdes en sèrie per a finalitats militars, però la molt ben conservada col·lecció d'armes i armadures de la Landeszeughaus de Graz en té més de 3.000 exemplars, molts dels quals van ser produïts en petits lots per a unitats militars.

## Característiques

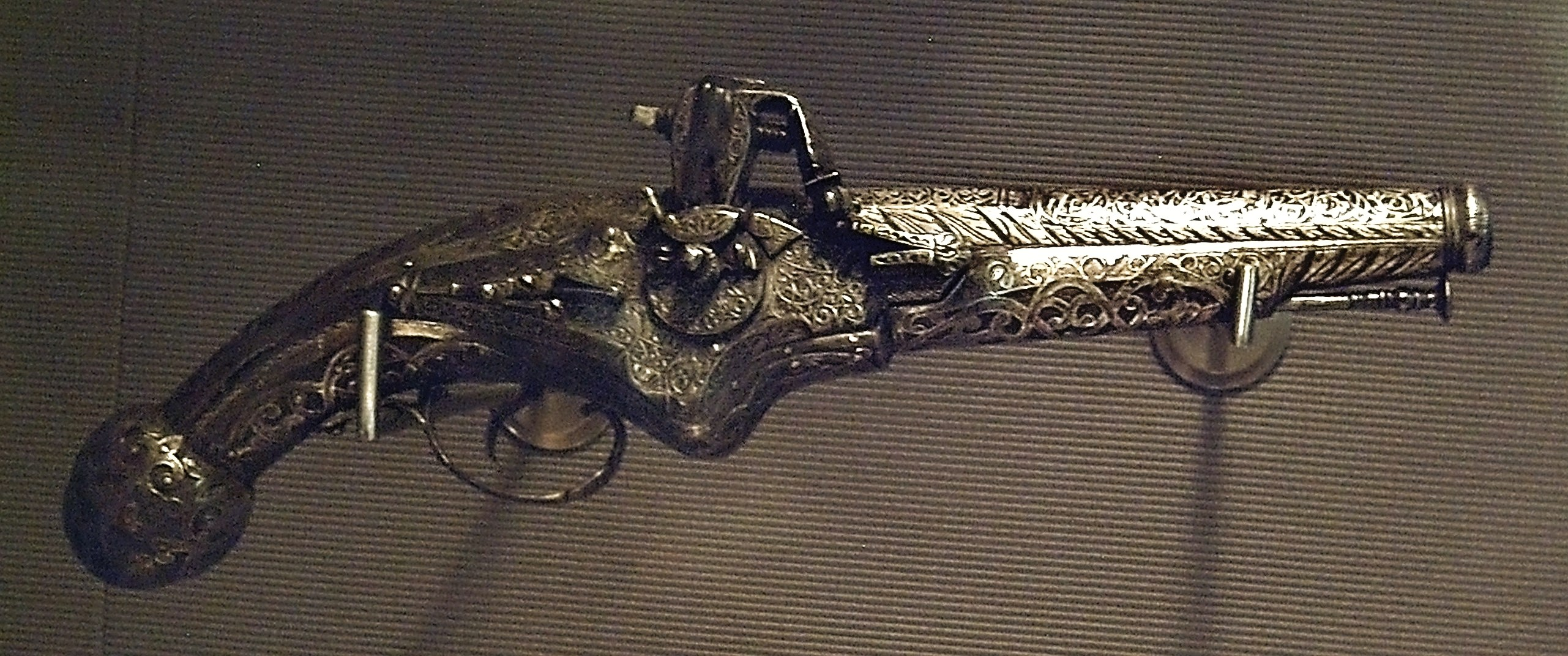
Pistola de roda de Ripoll, de finals del.

Entre els avantatges del pany de roda es poden citar, una millor resistència a la pluja o humitat que el pany de metxa i l'absència de la lluentor o olor delator de la metxa lenta encesa prèviament, que a més a més era un risc en les rodalies de grans quantitats de pólvora. Una metxa lenta era gairebé impossible d'encendre quan plovia, mentre que el pany de roda podia generar espurnes sota qualsevol condició meteorològica i la seva cassoleta tenia una coberta que no s'obria fins al moment de disparar l'arma. Això va fer possible per primera vegada amagar armes sota la roba. No obstant això, l'alt cost de producció i la complexitat del mecanisme van evitar l'adopció a gran escala del pany de roda. Feia falta un armer altament qualificat per poder construir el mecanisme, apart que la seva varietat de peces i complex disseny el feien procliu a fallar si no se li donava un manteniment acurat. Els primers models van tenir problemes amb fiables del ressort, encara que aquest problema es va resoldre ràpidament.
El pany de roda va ser emprat al costat del de metxa fins que ambdós van ser reemplaçats pel pany de Miquelet, a finals del segle xvi. No obstant això, el pany de roda encenia la pólvora amb més rapidesa que el de Miquelet, ja que les espurnes eren produïdes directament dins la cassoleta en lloc de caure una certa distància des del rastell i a vegades es va seguir utilitzant en ple s.XVII i s.XVII.